# Nicolás Guirin
Nicolás Guirin, vollständiger Name Nicolás Guirin Chialvo, (* 7. Mai 1995 in Nueva Palmira) ist ein uruguayischer Fußballspieler.

## Karriere
Der 1,84 Meter große Torhüter Guirin gehört spätestens seit 2014 dem Zweitligisten Plaza Colonia an und trug dort in der Spielzeit 2014/15 mit zehn Einsätzen in der Segunda División zum Erstligaaufstieg am Saisonende bei. In der Folgespielzeit 2015/16 wurde er zweimal in der Primera División eingesetzt. In der Saison 2016 kamen keine weiteren Einsätze hinzu.